# Терпентинное дерево
Терпенти́нное де́рево (лат. Pistácia terebínthus) — вид небольших листопадных деревьев и кустарников рода Фисташка семейства Сумаховые (Anacardiaceae).
Естественная область распространения находится в Средиземноморье от Марокко и Португалии, включая Канарские острова, до Греции, западной Турции и восточного побережья Средиземного моря — Сирии, Ливана и Израиля. Встречается на сухих склонах гор, в светлых лесах.

## Описание
Крупный кустарник или небольшое дерево высотой около 5 метров, иногда до 10.
Листья длиной 10—20 см сложные, непарноперистые, содержат от 3 до 9 листочков.
Цветки, однополые красновато-фиолетового цвета, мелкие, собраны в крупную метёлку. Появляются ранней весной вместе с новыми листьями. Околоцветник простой, состоит из 2—6 листочков.
Плоды — мелкие шаровидные костянки длиной 5—7 мм, красного цвета, чернеют при созревании.
Все части растения имеют сильный смолистый запах.

## Применение
Растение отличается высоким содержанием танина и смолистых веществ, и известно ещё с древности. Его ароматические и лечебные свойства использовались в медицине классической Греции.
На Кипре плоды использовали при выпечке хлеба. В Турции из обжаренных и перемолотых плодов готовят так называемый фисташковый или курдский кофе — мененгич, от турецкого названия растения тур. Menengiç.
Дерево служит источником терпентина, который добывают подсочкой. Получаемая смолка содержит эфирное масло, сходное со скипидаром. Терпентинное масло получают из семян. Предположительно, это растение служило самым ранним источником скипидара, известным человечеству. Скипидар из фисташек ещё называют кипрский, или хиосский скипидар.
При дублении кож используют дубильные вещества, которые содержатся в галлах, вызываемых тлями.

## Таксономия
- Pistacia terebinthus L. Species Plantarum 2:1025. 1753.

### Разновидности

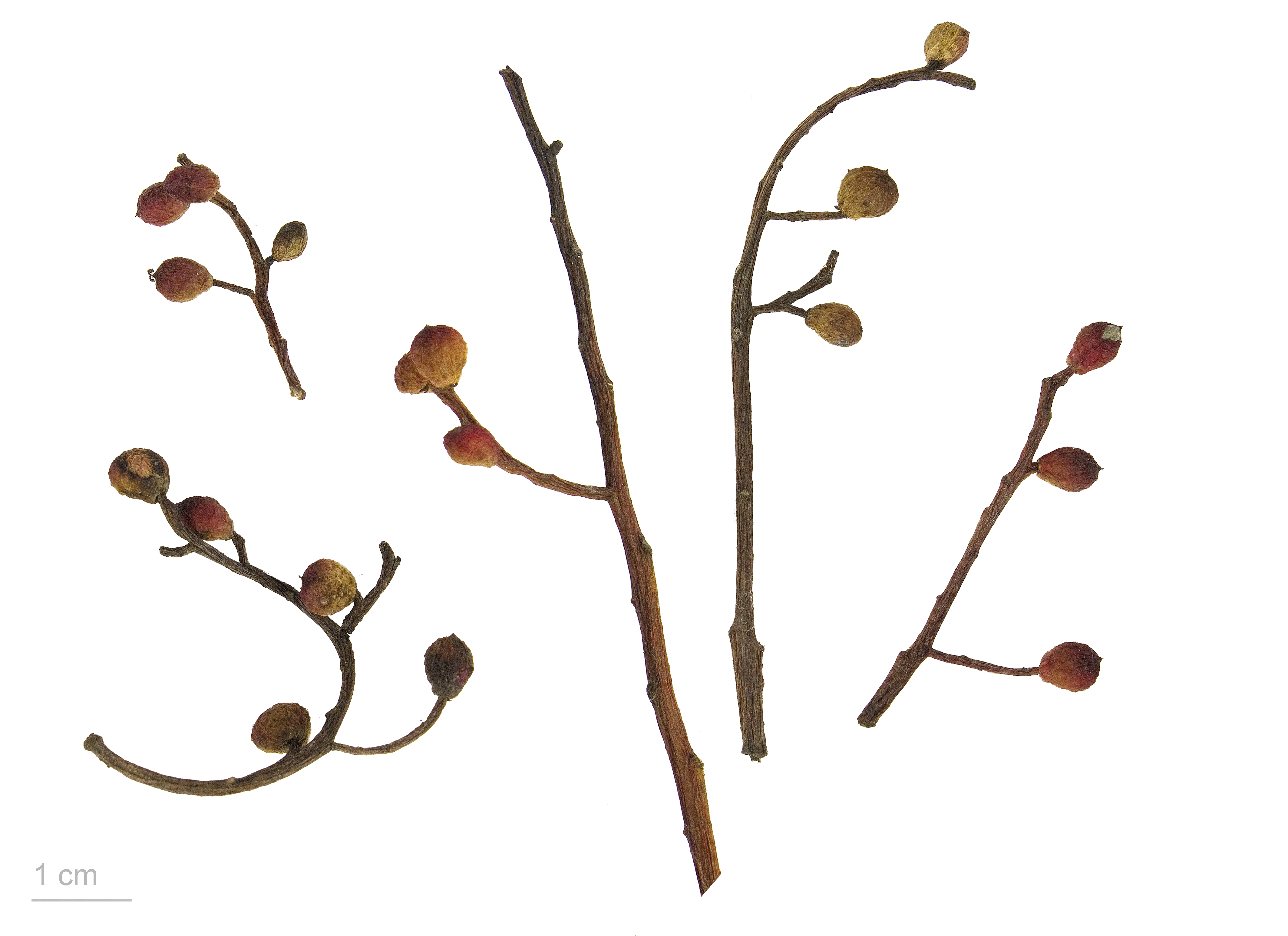
Плоды

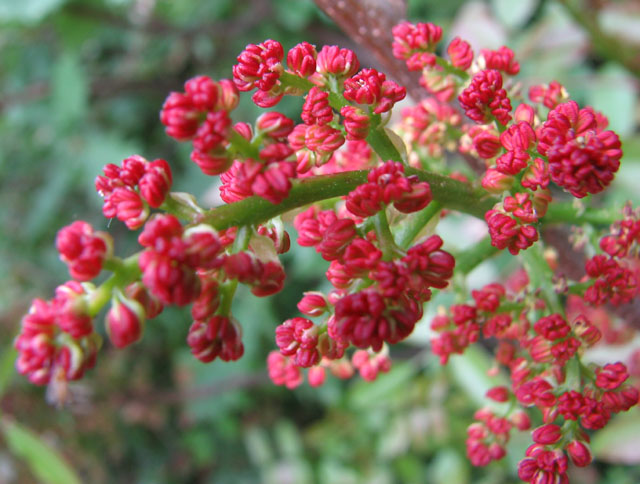
Соцветие

- Pistacia terebinthus subsp. terebinthus
- Pistacia terebinthus subsp. palaestina (Boiss.) Engl. [syn.  Pistacia palaestina Boiss.]

## Терпентинное дерево в Библии
Тереви́нф (др.-греч. τερέβινθος, τερέμινθος, лат. terebinthus, terebinthum): Быт. 14:6, Быт. 35:4, Быт. 43:11 — фисташки, Ос. 4:13, Ис. 1:30, Ис. 6:13, Сир. 24:19.
В тексте это дерево иногда смешивают с дубом, что неправильно. Оно принадлежит к семейству фисташковых и растёт:
- в южной Европе — как небольшое дерево;
- на Востоке — в Палестине, Сирии, Аравии, Персии и других восточных государствах теревинф представляет собой одно из красивейших деревьев. Густота листьев его, составляющая его красу и славу (Сир. 24:19), даёт летом совершенную тень, и потому это дерево в Св. Писании называется ветвистым (Ос. 4:13).

Самое важное в теревинфе — это терпентинный сок, вытекающий из дерева и включающий в свой состав высокий сорт благовонной смолы. По свидетельству естествоиспытателей, это дерево достигает тысячелетнего возраста; но и тогда, когда оно отживает свой век, из его корня поднимаются молодые побеги и занимают место отжившего, так что об этом дереве можно сказать, что оно живёт почти вечно: так и семя святых, по слову пророка, служит на земле Божией корнем возрождения новой, обновленной жизни (Ис. 6:13).
Теревинф путают с дубом в силу похожести их написания на древнееврейском языке: др.-евр. אלה‬ алъ — «теревинф»; др.-евр. אלון‬ алун — «дуб». В Септуагинте достаточно часто др.-евр. אלה‬ переведено как «δρῦς» — «дерево, дуб» (Суд. 6:11, Суд. 6:19, 2 Цар. 18:9, 2 Цар. 18:10, 2 Цар. 18:14, 3 Цар. 13:14, 1 Пар. 10:12, Ос. 4:13).